# Катастрофа DC-9 над Тирренским морем
Катастрофа DC-9 над Тирренским морем (также известная как Устика) — крупная авиационная катастрофа, произошедшая в пятницу 27 июня 1980 года. Авиалайнер McDonnell Douglas DC-9-15 авиакомпании Itavia выполнял внутренний рейс IH870 по маршруту Болонья—Палермо, но через 51 минуту после взлёта рухнул в Тирренское море в 25 километрах от острова Устика, разрушившись на две части. Погибли все находившиеся на его борту 81 человек — 77 пассажиров и 4 члена экипажа.

## Самолёт
McDonnell Douglas DC-9-15 (регистрационный номер I-TIGI, заводской 45724, серийный 022) был выпущен в 1966 году (первый полёт совершил 18 января). 29 марта того же года был передан авиакомпании Hawaiian Airlines (борт N902H). 27 февраля 1972 года был куплен авиакомпанией Itavia и получил бортовой номер I-TIGI. Оснащён двумя турбореактивными двигателями Pratt & Whitney JT8D-7. На день катастрофы совершил 45 032 цикла «взлет-посадка» и налетал 29 544 часа.

## Экипаж
Состав экипажа рейса IH870 был таким:
- Командир воздушного судна (КВС) — 44-летний Доменико Гатти (итал. Domenico Gatti). Налетал 7430 часов.
- Второй пилот — 32-летний Энцо Фонтана (итал. Enzo Fontana). Налетал 2873 часа.

В салоне самолёта работали два бортпроводника:
- Паоло Моричи (итал. Paolo Morici), 39 лет.
- Розария де Доминичис (итал. Rosaria De Dominicis), 21 год.

## Катастрофа
Рейс IH870 вылетел из Болоньи в 20:08 CET (19:08 UTC) и взял курс на Палермо. На его борту находились 4 члена экипажа и 77 пассажиров (из них 13 детей).
В 20:59 CET (19:59 UTC), через 51 минуту после взлёта, авиалайнер внезапно упал в Тирренское море в 25 километрах от Устики. Все 81 человек на его борту погибли.
В 21:00 два истребителя Lockheed F-104 Starfighter ВВС Италии обследовали район падения рейса 870, но выживших не обнаружили из-за плохой видимости.

## Расследование
Первое расследование
Почти сразу же после катастрофы была создана комиссия по расследованию причин катастрофы.
Были выдвинуты четыре версии катастрофы:
- Техническая неисправность.
- Столкновение с другим самолётом.
- Поражение ракетой «воздух-воздух».
- Взрыв бомбы.

Техническая неисправность и столкновение были через некоторое время отклонены. Но следователи не могли разобраться, что именно произошло: попадание в самолёт ракеты или взрыв бомбы. Так как доказательства говорили в пользу обеих версий, первая комиссия выпустила отчёт, в котором говорилось, что падение рейса 870 произошло из-за взрыва неустановленного происхождения. Но родственники погибших добились проведения второго расследования.
Второе расследование
Когда началось повторное расследование, в мае 1987 года удалось найти речевой самописец рейса 870. В самом конце записи следователи услышали, как КВС прокричал: Guarda!!!… (Смотри!!!…). Следователи решили, что командир увидел ракету и хотел сообщить об этом второму пилоту, но
некоторые утверждали, что он хотел сказать: Смотри на авиагоризонт!!!, то есть фраза не имела отношения к ракете, если она была. Также был найден обломок, края которого были вогнуты внутрь (свидетельствующий о явном попадании ракеты).
В 1989 году комиссия выпустила отчёт, в котором говорилось, что взрыв был вызван (предположительно) ракетой, выпущенной с неидентифицированного самолёта. Но в 1991 году дело рассыпалось, когда два итальянских следователя в связи с недостатком улик отозвали свои утверждения о том, что рейс IH870 был сбит ракетой.
Третье расследование
Было начато третье расследование. Одного из следователей, Фрэнка Тейлора (англ. Frank Taylor), насторожил факт, что от самолёта рейса 870 удалось собрать мало обломков. В 1988—1989 годах Тейлор был одним из следователей AAIB, проводивших расследование катастрофы рейса Pan American-103 над Локерби. Тогда он создал компьютерную программу, которая смогла показать местоположение каждого обломка. Тейлор решил использовать эту программу в расследовании причин катастрофы рейса Itavia-870.
В итоге следователи получили 92 % обломков самолёта. Изучив их, они обнаружили, что в хвостовой части самолёта есть дыра, которая выглядела как от взрыва бомбы. Следователи заключили, что бомба взорвалась в хвостовой части лайнера (в туалете). Взрыв привёл к отрыву двигателя № 2 (правого), а затем всей хвостовой части. В салоне произошла взрывная декомпрессия, неуправляемый самолёт вошёл в пикирование и примерно через минуту, вращаясь, рухнул в Тирренское море.
На протяжении многих лет получили распространение теории о том, что рейс 870 стал непреднамеренной жертвой воздушного боя между самолётами НАТО и ВВС Ливии. По сообщениям СМИ, есть данные радиолокационного слежения, свидетельствующие о том, что во время катастрофы в том же районе находились истребители из нескольких стран НАТО, которые, вероятно, преследовали ливийский истребитель МиГ, который, пытаясь уклониться от радиолокационного контроля, пролетел рядом с рейсом Aerolinee-Itavia-870.
В 2008 году бывший президент Италии и председатель Совета министров Франческо Коссига заявил, что авиалайнер был сбит ракетой, запущенной с французского истребителя.
В 2023 году Джулиано Амато, бывший премьер-министр Италии, сообщил, что DC-9 был сбит ракетой «воздух-воздух», выпущенной с французского истребителя. Целью атаки был самолёт, на котором должен был лететь Муаммар Каддафи.

## Судебное разбирательство
После окончания третьего расследования правительство Италии отказалось публиковать отчёт.
В 2013 году, на судебном слушании, посвящённом финансовой ответственности за крушение рейса 870, Верховный суд Италии вынес распоряжение, чтобы государство выплатило € 100 000 000 ($ 120 000 000) семьям погибших.
8 апреля 2015 года Апелляционный суд Палермо отклонил жалобу и оставил в силе постановление суда о выплатах компенсаций семьям погибшим.

## Культурные аспекты
- Катастрофа рейса 870 показана в 13 сезоне канадского документального телесериала Расследования авиакатастроф в серии Бойня над Средиземным морем.
- В 2016 году на экраны вышел художественный фильм режиссёра Ренцо Мартинелли «Устика», посвященный этой катастрофе.